# Лойче-Гайнріксберг
Лойче-Гайнріксберг (нім. Loitsche-Heinrichsberg) — громада в Німеччині, розташована в землі Саксонія-Ангальт. Входить до складу району Берде. Складова частина об'єднання громад Ельбе-Гайде.
Площа — 30,77 км2. Населення становить 956 ос. (станом на 31 грудня 2021).